# Cormoran de Gaimard
Poikilocarbo gaimardi
Genre
Espèce
Répartition géographique
Synonymes
- Phalacrocorax gaimardi

Statut de conservation UICN

 NT  : Quasi menacé
Le Cormoran de Gaimard (Poikilocarbo gaimardi, anciennement Phalacrocorax gaimardi) est une espèce d'oiseau de la famille des phalacrocoracidés. Le cormoran de Gaimard est la seule espèce du genre Poikilocarbo.

## Description
Le gris domine le plumage de ce cormoran élancé. Chaque côté du cou est marqué d'une large tache blanche. En vol, les rémiges contrastent avec le reste des ailes, plus clair. Le bec est bicolore : sa base est rouge tandis que le reste est jaune. Ses pattes rouge vif le distinguent des autres cormorans présents sur son aire de répartition.

## Nomenclature
Son nom commémore le zoologiste Joseph Paul Gaimard (1796-1858).

## Répartition
Il réside le long des côtes du Pérou, du Chili et de l'est de la Patagonie.

## Comportement
Le Cormoran de Gaimard est essentiellement solitaire quoiqu'il s'observe parfois en petits groupes.

## Nidification
Il niche seul ou en colonie dans les anfractuosités des parois rocheuses sur les îlots isolés le long des côtes.

## Population
La population de cette espèce n'est pas très abondante et est actuellement en déclin. Elle compterait entre 10 000 et 25 000 individus en 2018.